# Київська митрополія (1458—1596)
Київська митрополія (1458—1596) — період Київської митрополії в складі Вселенського патріархату Константинтинополя з центром у місті Київ, яка містила в собі ряд православних єпархій під управлінням митрополита Київського і Галицького, що розпочався в 1448 році, коли Москва самовільно обрала митрополитом на Київську катедру Іону і тим самим відокремивши Московську єпархію від Київської митрополії. 
Таким чином, Київська митрополія, яка включала в себе Галицькі і Московські єпархії, опинилася розділена на дві частини: московську частину під управлінням самовільно висвяченого московським духовенством митрополита Іони і польсько-литовську частину Київської митрополії під управлінням Григорія II Болгариновича. До складу Київської митрополії увійшли єпархії на території Великого Князівства Литовського (Чернігівська, Полоцька, Смоленська, Турівська, Луцька, Володимир-Волинська) та Польського королівства (Галицька, Перемишльська, Холмська). Спочатку резиденцією західноруського митрополита був Новогрудок, потім Київ і Вільно, але кафедральним містом залишився Київ.
Розділення Київської митрополії стало наслідком того, що Римська курія намагалася домогтися визнання Ферраро-Флорентійської унії православним населенням Східної Європи. З цією метою в жовтні 1458 р Константинопольський уніатський патріарх Григорій III Мамма поставив на Київську кафедру митр. Григорія (1458-1473), якого незабаром папа Пій II направив до польського короля Казимира IV Ягеллончика з проханням сприяти передачі Григорію Київської кафедри з рук митрополита Іони, котрий перебував на Московщині. У Москві Григорія не визнали і відреклися від нього, але ряд православних єпископів в Польщі і Литві  йому підкорилися. Тому митрополія відтак стала поділена на дві (унійну і православну) частково після Флорентійської і більше після Берестейської унії яка спричинила протистояння православних з уніатами у Києві. 
У 1470 році митрополит Григорій II під впливом православної пастви, яка не бажала перебувати під владою папи Римського, відійшов від ідей унії та повернувся в православ'я, а його митрополія увійшла в юрисдикцію православного Константинопольського патріарха.

## Передісторія
Центром церковного українського життя з X століття був Київ, як колиска християнства у Східній Європі. З Києва християнство ширилося на всі сусідні землі та на північ, де пізніше постало Московське князівство. Глава Київської Митрополії носив титул «Митрополит Київський і всієї Руси», і згодом йому підпорядковувались всі ієрархії в Русі (Україні), Володомиро-Суздальському (згодом Московському) князівстві, у Білій Русі та в Литві.
Наприкінці XI — на початку XII ст., з початком міжусобною боротьби між руськими (українськими) удільними князями за Київський престол, на північному сході постає нова держава Володимиро-Суздальське князівство. 1169 року суздальський князь Андрій Боголюбський зруйнував Київ, пограбував та спалив церкви та монастирі, вивіз багато православних святинь, ікон, коштовностей. Тоді ж відбулась перша спроба володимиро-суздальських (згодом московських) правителів поставити собі окремого митрополита. Андрій Боголюбський вислав до Константинопольського патріарха свого кандидата на митрополита Федора. Тоді патріарх не згодився на це, й висвятив Федора лише на єпископа.
У XIII столітті до України підступила монголо-татарська орда. Руські князі виступили єдиним фронтом, але зазнали нищівної поразки у битві на Калці. Північні князі в цій битві участі не брали, більше того вони першими пішли на тісні контакти з татарами й отримали від орди «ярлик» на правління. Після другого зруйнування Києва 1240 року, тепер вже татарами, він остаточно втратив значення як столиця Київської Русі.
Після цього «Київський» митрополит Максим, десь 1299 чи 1300 року, переїхав до Владимира (на Клязьмі), а 1325 року, митрополит Петро, переніс свою резиденцію до Москви, чим сильно зміцнив Московську державу. Осівши в Москві та допомагаючи розбудовувати нову державу, митрополити продовжували носити давній титул: «Митрополит Київський і всея Русі». Але в Києві та на українських землях митрополити з'являлись тільки для збирання данини та вивезення святинь. Так, на митрополита Фотія скаржилися, що він «се нине все узорчье церковное и сосуды переносить на Москву, и весь Киев пусто сотвори тяжкими пошлинами»
Українське духовенство, галицько-волинські, а згодом литовсько-руські князі вважали таку ситуацію неприродною. Тому було декілька спроб заснувати, з дозволу Константинопольського патріарха, Галицьку митрополію, а згодом — Литовську митрополію. Це послужило підґрунтям для розділення давньої Руської (Української) митрополії на дві — Київську та Московську.
Становище православного духовенства в Польському королівстві й Великому князівстві Литовському відрізнявся. В єпархіях Польського королівства православне духовенство, на відміну від католицького, обкладалося податками. Православних єпископів не допускали до сенату (верхньої палати польського сейму). Відбувалася відверта торгівля церковними посадами. Чинилися релігійні утиски православного населення.
У Великому князівстві Литовському ставлення до православних було терпимим, але католикам надавалася перевага. Митрополичою та єпископськими кафедрами розпоряджався великий князь литовський. На державних землях він визначав, хто буде архімандритом або ігуменом у православному монастирі, а на приватних землях це робили князі й пани. Православна церква в складі Польщі й Литви перебувала в становищі другорядної і дуже сильно залежала від світської влади.
На умовах Кревської унії передбачалося охрещення за католицьким обрядом як самого Ягайла, так і всіх язичників-литовців; лише бояр-католиків було зрівняно у правах з польською шляхтою. Спеціальним вердиктом 1400 р. Ягайло позбавив православних підданих прав шляхетства, герба та високих посад. Все це надавалося лише католикам. У документах Віленської угоди 1401 р. йшлося про сприяння «розвою католицької справи».
Городельський привілей 1413 р. став новим актом, що знаменував поділ суспільства за релігійною ознакою та відкривав шлях до дискримінації православних. Згідно з ним католики одержували виключне право займати посади каштелянів і воєвод та брати участь у роботі державної ради. З ускладненням внутрішньополітичної ситуації ці права були поширені й на руських князів і бояр привілеями 1432 та 1434 рр. для стабілізації становища в країні. Однак чинність Городельського акту надалі неодноразово поновлювалася, аж поки у 1563 р. польський король і великий князь литовський Сигізмунд II Август не скасував його, зрівнявши у правах католицьку й православну шляхту. При цьому слід зауважити, що становище православних у ВКЛ було дещо кращим, ніж на руських землях Корони Польської, де їхня конфесія відверто принижувалася. Особливо посилилася релігійна, політична й культурна експансія католицької церкви на українських теренах після Люблінської унії.

## Відокремлення московської митрополії
Після входження Києва до Литовсько-Руської держави відбувається його поступове відродження, як духовного та релігійного центру України. В той же час, протягом XIV — поч.. XV ст. у Києві та Москві періодично виникали ситуації, коли одночасно діяло два (а то й три) «Митрополити Київські».
1433 року — після смерті митрополита Київського та всієї Руси Фотія, московський князь вирішив призначити на митрополита — рязанського єпископа Іону. Але прибувши до Константинополя Іона затвердження від патріарха не отримав. Патріарх висвятив на Київську кафедру митрополита Ісидора. Проте, ні Іона, ні московський князь такого рішення не прийняли й ставились вороже до Ісидора.
Коли, після Флорентійської унії, він прибув до Москви, його там заарештували.
Згодом йому вдалося втекти. Московський князь просив у Константинополя висвятити для них нового митрополита, але патріарх відмовився це робити.
У 1448 році Собор православних єпископів, «по повеленію государя», без погодження з Константинопольським патріархом, поставив на митрополита «Київського» — Іону. Ця подія вважається початком окремішності Московської церкви. 1453 року, Московська церква, що канонічно перебувала в складі Київської митрополії, самовільно відокремилася. На відміну від Москви, в Києві Флорентійську унію сприйняли нейтрально, й Ісидор пробув митрополитом Київським до 1458 року.
15 жовтня 1458 року Константинопольський патріарх Григорій III (Мамма), який був вигнаний своєю православною паствою і кліром в Рим, надав Григорію II титул – Митрополит Київський, Галицький та всієї Руси. Цей титул глави православної Київської митрополії носили до анексії Київської православної митрополії Московським патріархатом 1686 року, а греко-католицькі Київські митрополити - до 1806 року. 
На поставленні Григорія II Болгариновича наполягав папа Калліст III, а потім і його наступник -  Пій II, який видав ствердну буллу «Decens reputamus » 11 вересня 1458 року його наступник. Рівночасно з цим призначенням папа окреслює нову територію Київської Митрополії, відділеної від московської Церкви. У буллі Пія II було сказано: "За радою гідних своїх братів, до числа яких і я тоді належав, і за виразною згодою самого архиепископа Ісидора силою апостольської влади (київську митрополію) поділив (мій попередник) на дві частини — на руську горішну провінцію, що є зайнята схизматиком, та на нижню, яка є під владою католика, себто найдорожчого у Христі сина нашого Казимира, світлого короля Польщі. Далі в цій руській Церкві, яка лишилася під владою архієпископа Ісидора, Ісидор також ту частину влади та управління своєю Церквою, добровільно склав для вище наведених планів. Долішню руську частину, Київську Церкву враз з Литвою та частинами долішної Руси, до неї приналежними, в якій живуть християни за обрядом греків під послухом руського архієпископа і яка є під володінням згаданого польського короля, (папа Каликст) апостольською владою підніс до становища Церкви митрополичої з відзнаками, привілеями та почестями, належними правно або на основі відповідних похвальних звичаїв, митрополичій Церкві. Її з’єднав він за порадою своїх братів із згаданими долішними частинами (Руси), які мають бути управлювані та керовані власним архієпископом; так постановив, рішив і зарядив (папа Каликст): Церкви Перемишльська, Луцька, Холмська і Галицька, Володимирська, Турівська, Смоленська, Полоцька він згаданою владою на основі докладних інформацій від тої (горішної) руської Церкви відрізав, відділив і призначив на самостійні церкви...Для щасливого та скорого обсадження київської Церкви, до якої, крім попередника, ніхто в цім випадку не мав права втручатися, і щоб через протяжне опорожнення (Церква) не була наражена на шкоди, батьківськими та турботливими намірами ведений над розважуванням, яку корисну та успішну особу поставити над тою Київською Церквою, нараджувався (він) пильно з своїми братами; вкінці він звернув очі свого духа на тебе, ігумена монастиря святого Димитрія царгородського, чина св. Василія, висвяченого на священика, ревного для справи релігії, освіченого, чистого життя, чесних звичаїв, з розумом у справах духовних та оборотного в людських, обдареного дарами інших багатьох чеснот; на це у нього були певні свідоцтва. Він сам і з своїми братами застановившися над тим всім щодо твоєї особи і над твоїми великими заслугами, вирішив і апостольською владою поставив тебе архієпископом та пастирем над Київською Церквою та над частинами долішної Руси, як сказано, за радою своїх братів, ще дня 20 липня в четвертім році свого понтифікату, доручаючи тобі повну опіку та управління Київською Церквою й згаданими частинами гак у справах духовних, як і маєткових".
Майже всі єпископи визнали унійного єпископа Григорія II. Тільки єпископ Чернігівський Євфимій не визнав митр. Григорія і втік у Москву, де дістав Суздальську катедру. Відомості про релігійну ситуації на території Великого князівства Литовського в 1458-1459 рр. є такими. Спочатку ряд представників місцевої православної знаті (вдова і діти київського князя Олександра Володимировича, князя Юрія Семеновича Гольшанського) заявили про свою вірність митрополиту Іоні, але після приїзду до Великого князівства Литовського Григорій II і після того як Казимир надав йому повну підтримку і через своїх послів став домагатися відсторонення митр. Іони від управління і «московської» частиною загальноруської митрополії, становище стало змінюватися. Проте на території Великого князівства Литовського влада Григорія утвердилася до початку 1460 року. На території Київської митрополії утворилися 2 православні митрополичі кафедри, між якими всі зв'язки були розірвані. 
Проти поділу активно виступили московський князь Василь II й митрополит Іона. Він, скликав у Москві в грудні 1459 р. Синод, на якім остаточно сформулював позитивно створення московської автокефалії. На Синоді у Москві також було ухвалено "Ніколи не відступати від святої московської церкви й від митр. Йони, коритися йому в усім, а по його відході до Бога, коритися його законним наступником, а до відступника від православної віри Ісидорового ученика Григорія, відлученого від святої соборної церкви, нам, архиєпископам руської митрополії, не приступати, грамот від нього ніяких не брати й нарад з ним не мати ні про що". Також оголосили що православні, які підкорились митрополиту Григорію II самі відлучили себе від Церкви і «православна Церква не має їх за хритисян». 
Митрополит Іона (†1461), був останнім митрополитом у Москві, що мав титул «Київського і всія Русі». Його наступники на кафедрі вже називалися «Московський і всія Русі». 
Новий митрополит Московський і всієї Русі Феодосій був поставлений без дозволу й благословення Константинопольського патріарха. Московська митрополія перебувала в стані невизнаної — до перетворення її в Московську автокефальну церкву в 1589 році, тобто 141 рік.
Після відокремлення Московської митрополії, митрополити Київські, Галицькі та всієї Руси мали за столицю Київ, але деякий час осідком митрополитів був Новгородок (у Білорусі), а згодом — Вільно.

## Розвиток церкви
Зважаючи на занепад Константинополя, після його завоювання турками, українська церква розвивалась цілком автономно. В церковнім житті помалу скрізь установлюється виборне право: вільними голосами обирали священиків, архімандритів, єпископів; вільно обирали митрополита, а патріарх тільки благословляв його. 
Українською Церквою керував помісний собор, що збирався в міру потреби на важливіші справи, наприклад обрання митрополита, вирішення важливих чи спірних проблем церкви тощо. Єпархіальними справами управляв єпархіальний собор, що звичайно збирався в неділю першого тижня великого посту; в разі потреби скликалися надзвичайні єпархіальні собори. На цих соборах єпископ призначав своє духовенство й вирішувались нагальні питання.
Перші (після відокремлення московської митрополії) митрополити Київські, Галицькі та всієї Руси — Григорій II, Мисаїл Пструч, Іона, Йосиф Болгаринович були прихильниками Флорентійської унії, але підтримували зв'язки з Константинопольським патріархом, й всі (окрім Мисаїла) були затверджені патріархом на митрополитів. Київські митрополити сподівались, за допомогою унії, позбутися утисків католицької влади та наступу на православ'я. З проханням захистити їх митрополити неодноразово звертались до Папи Римського. Проте, всупереч папським буллам, якими східний обряд прирівнювався в правах до західного, польські ксьондзи та шляхта так не вважали. Вони проводили постійну політику асиміляції українців та златинщення православної церкви.
Останнім митрополитом, який був прихильником Флорентійської унії, хоча й отримав благословення від Константинопольського патріарха та підтримував з ним постійні зв'язки, був митрополит Йосиф Болгаринович. В цей час, литовський князь Олександр, бажаючи зблизитись з Москвою, одружився з московською княжною Оленою (дочкою князя Василія).
1501 року — за сприяння княгині Олени на митрополита Київського, Галицького та всієї Руси було обрано Іону III. Він був противником Флорентійської унії, припинив усяке спілкування з Римом і провадив промосковську політику.
1507 року новим митрополитом став Йосиф II Солтан. Отримавши посвячення від Константинопольського патріархату, цей митрополит провів ряд дуже потрібних для церкви реформ, розвивав монастирське життя, намагався обмежити свавілля польської шляхти та багато іншого.

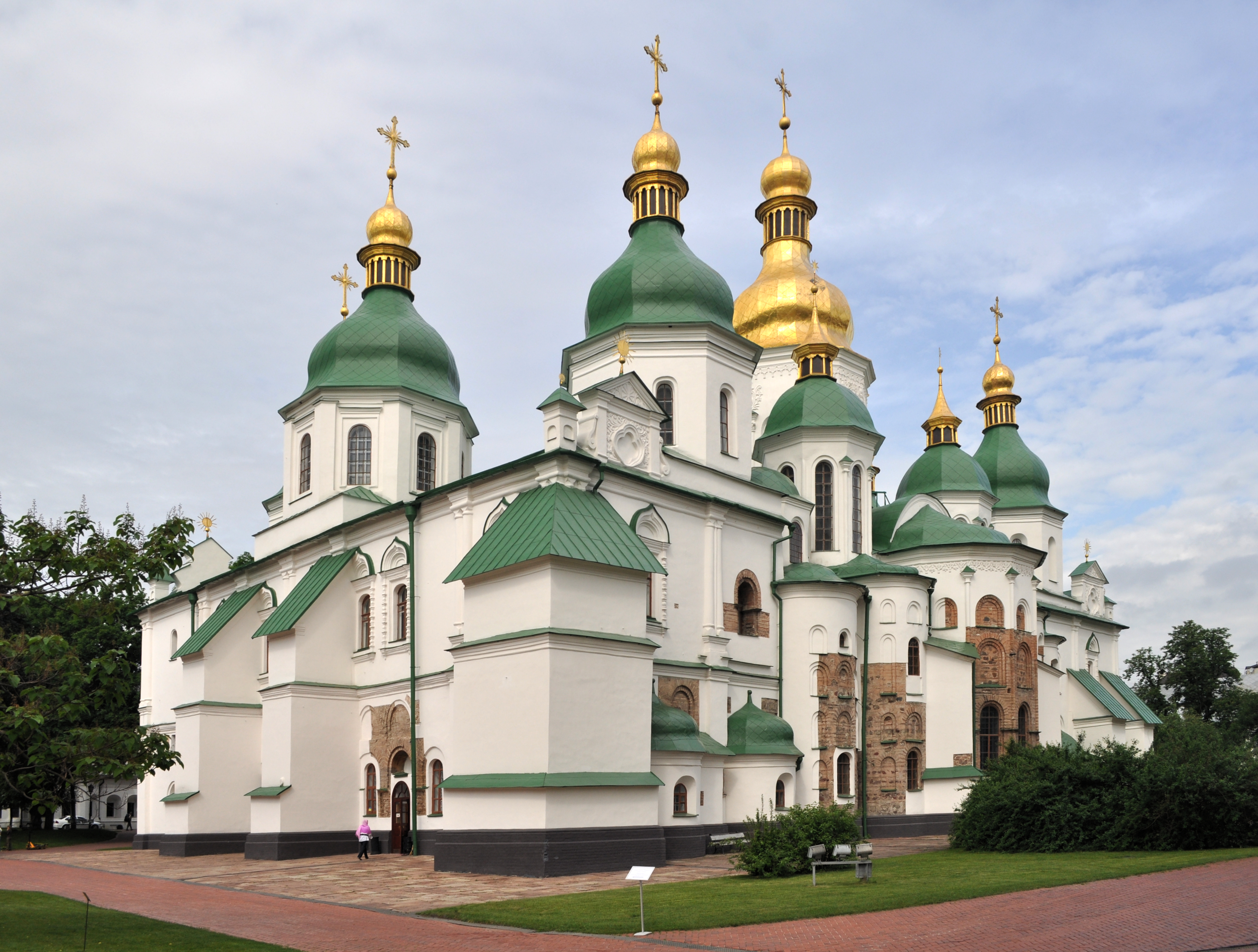
Собор Святої Софії.

Протягом XVI століття в Україні з'являється ціла низка перекладів Святого Письма на живу українську мову, наприклад Пересопницьке євангеліє 1556 року, Новий заповіт Негалевського 1581 року, Крехівський апостол 1560-х років та інші. Було написано багато так званих Учительних євангелій, що читалися в церквах разом з відповідною проповіддю живою українською мовою. З'явилась перша друкована ціла Біблія — Острозька 1581 року. Усе це, а особливо Святе Письмо живою мовою, підтримувало народ, утримувало його у православ'ї та зміцнювало основи національної культури. Засновуються та починають активно діяти православні братства. 1580 року — починає діяти Острозька академія.

## Занепад церкви
1569 року була підписана Люблінська унія, відповідно до якої українські землі опинились переходили від Литовського князівства до Речі Посполитої. Після цього життя православної церкви значно ускладнилось. Зовнішні несприятливі чинники, як то активна дія католицького духовенства, єзуїтів та шляхти Речі Посполитої супроти української церкви, наклалися на внутрішні проблеми православної церкви.
Митрополит Сильвестр, до його призначення на митрополію був цивільною людиною та вимагав збирати данину з прихожан. Митрополит Іона (Протасевич), відповідно до свідчень, продав митрополію своєму наступнику Іллі Кучі, за якого духовні звання та монастирі відкрито купувались й продавались.
В такій ситуації, в кінці XVI століття Україну відвідало два східні патріархи. Спочатку, 1586 року, прибув антіохійський патріарх Йоаким, який ознайомившись с ситуацією, надав Львівському братству права ставропігії.
1589 року Україну відвідав константинопольський патріарх Єремія II. Він, також підтримав православні братства та усунув з митрополичого престолу митрополита Онисифора, та призначив на його місце архимагдрита Мінського монастиря Михайла Рогозу. Одночасно патріарх призначив Луцького єпископа Кирила Терлецького своїм заступником — екзархом Київської митрополії.
Відразу після від'їзду патріарха, Львівський єпископ Гедеон Балабан розпочав переговори з польським єпископом Соліковським щодо унії. До цього процесу долучились й інші єпископи. Проте згодом Балабан відмовився від ідеї унії.
У грудні 1594 року єпископ Терлецький, від імені українського єпископату, оголосив, що православна церква має намір об'єднатися з католицькою церквою, за умови збереження православного обряду та стародавніх прав церкви.
У грудні 1595 року представники української церкви у Римі підписали умови злуки з католицькою церквою. Відповідно до них зберігався східний обряд, права щодо вибору митрополиту та єпископів, зберігався православний церковний календар, нижче духовенство мало право брати шлюб тощо.
6 жовтня 1596 року у Бересті митрополит Рогоза скликав Собор на який прибули єпископи, архімандрити, священики та миряни. На соборі було проголошена Берестейська унія. Більшість єпископів, на чолі з митрополитом Михайлом Рогозою, та українська шляхта підтримували унію. З другого боку багато священиків, монастирі, козаки та міщани — виступали проти унії. Відразу після собору, митрополит Рогоза позбавив єпископського уряду львівського єпископа Гедеона Балабана та перемиського Михайла Копистенського, що виступили проти унії. Не підтримав унію й князь Костянтин-Василь Острозький. Крім того, Львівське братство мало ставропігію та підпорядковувалось напряму Константинопольському патріарху. Екзархом патріарха для православних українців став єпископ Гедеон (Балабан). Активно заявили про себе Київське, Віленське братства, починають діяти православні братства у Могилеві, Мінську, Люблині, Луцьку та інших містах. Більшість монастирів, в тому числі: Києво-Печерський, Видубицький, Богоявленський, св. Троїці у Вільно, Почаївський та інші, також не підтримали унію.
Але офіційно — Київська, Володимир-Волинська, Турово-Пинська, Луцька, Холмська та Полоцькі прийняли унію.
Українська православна церква опинилась майже без власної ієрархії. Така ситуація продовжувалась до 1620 року, коли була відновлена православна ієрархія та Київська митрополія у складі Константинопольського патріархату.